# Llista d'asteroides/203001-203100
| Nom      | Designació provisional | Data de descobriment   | Lloc de descobriment | Descobridor/s |
| -------- | ---------------------- | ---------------------- | -------------------- | ------------- |
| 203001 - | 1999 VL197             | 3 de novembre de 1999  | Catalina             | CSS           |
| 203002 - | 1999 VZ203             | 9 de novembre de 1999  | Anderson Mesa        | LONEOS        |
| 203003 - | 1999 VD208             | 9 de novembre de 1999  | Kitt Peak            | Spacewatch    |
| 203004 - | 1999 VD210             | 12 de novembre de 1999 | Socorro              | LINEAR        |
| 203005 - | 1999 VA211             | 13 de novembre de 1999 | Anderson Mesa        | LONEOS        |
| 203006 - | 1999 WS12              | 29 de novembre de 1999 | Kitt Peak            | Spacewatch    |
| 203007 - | 1999 XB30              | 6 de desembre de 1999  | Socorro              | LINEAR        |
| 203008 - | 1999 XV50              | 7 de desembre de 1999  | Socorro              | LINEAR        |
| 203009 - | 1999 XV96              | 7 de desembre de 1999  | Socorro              | LINEAR        |
| 203010 - | 1999 XJ181             | 12 de desembre de 1999 | Socorro              | LINEAR        |
| 203011 - | 1999 XH183             | 12 de desembre de 1999 | Socorro              | LINEAR        |
| 203012 - | 1999 XE203             | 12 de desembre de 1999 | Socorro              | LINEAR        |
| 203013 - | 1999 XJ204             | 12 de desembre de 1999 | Socorro              | LINEAR        |
| 203014 - | 1999 XC233             | 2 de desembre de 1999  | Anderson Mesa        | LONEOS        |
| 203015 - | 1999 YF3               | 19 de desembre de 1999 | Socorro              | LINEAR        |
| 203016 - | 1999 YP4               | 28 de desembre de 1999 | Socorro              | LINEAR        |
| 203017 - | 2000 AM45              | 3 de gener de 2000     | Socorro              | LINEAR        |
| 203018 - | 2000 AJ93              | 4 de gener de 2000     | Socorro              | LINEAR        |
| 203019 - | 2000 AN126             | 5 de gener de 2000     | Socorro              | LINEAR        |
| 203020 - | 2000 AW127             | 5 de gener de 2000     | Socorro              | LINEAR        |
| 203021 - | 2000 AJ152             | 8 de gener de 2000     | Socorro              | LINEAR        |
| 203022 - | 2000 AD183             | 7 de gener de 2000     | Socorro              | LINEAR        |
| 203023 - | 2000 AM208             | 4 de gener de 2000     | Kitt Peak            | Spacewatch    |
| 203024 - | 2000 AL212             | 5 de gener de 2000     | Kitt Peak            | Spacewatch    |
| 203025 - | 2000 AO225             | 12 de gener de 2000    | Kitt Peak            | Spacewatch    |
| 203026 - | 2000 AN226             | 12 de gener de 2000    | Kitt Peak            | Spacewatch    |
| 203027 - | 2000 AC241             | 7 de gener de 2000     | Anderson Mesa        | LONEOS        |
| 203028 - | 2000 AQ252             | 7 de gener de 2000     | Kitt Peak            | Spacewatch    |
| 203029 - | 2000 BR                | 28 de gener de 2000    | Prescott             | P. G. Comba   |
| 203030 - | 2000 BM1               | 27 de gener de 2000    | Kitt Peak            | Spacewatch    |
| 203031 - | 2000 BQ10              | 28 de gener de 2000    | Kitt Peak            | Spacewatch    |
| 203032 - | 2000 BR11              | 26 de gener de 2000    | Kitt Peak            | Spacewatch    |
| 203033 - | 2000 BD33              | 29 de gener de 2000    | Kitt Peak            | Spacewatch    |
| 203034 - | 2000 BY48              | 28 de gener de 2000    | Kitt Peak            | Spacewatch    |
| 203035 - | 2000 CJ65              | 3 de febrer de 2000    | Socorro              | LINEAR        |
| 203036 - | 2000 CX65              | 5 de febrer de 2000    | Socorro              | LINEAR        |
| 203037 - | 2000 CE79              | 8 de febrer de 2000    | Kitt Peak            | Spacewatch    |
| 203038 - | 2000 CE113             | 8 de febrer de 2000    | Kitt Peak            | Spacewatch    |
| 203039 - | 2000 DG10              | 26 de febrer de 2000   | Kitt Peak            | Spacewatch    |
| 203040 - | 2000 DH11              | 27 de febrer de 2000   | Kitt Peak            | Spacewatch    |
| 203041 - | 2000 DE36              | 29 de febrer de 2000   | Socorro              | LINEAR        |
| 203042 - | 2000 DZ46              | 29 de febrer de 2000   | Socorro              | LINEAR        |
| 203043 - | 2000 DR48              | 29 de febrer de 2000   | Socorro              | LINEAR        |
| 203044 - | 2000 DG113             | 26 de febrer de 2000   | Kitt Peak            | Spacewatch    |
| 203045 - | 2000 DW113             | 27 de febrer de 2000   | Kitt Peak            | Spacewatch    |
| 203046 - | 2000 EC45              | 9 de març de 2000      | Socorro              | LINEAR        |
| 203047 - | 2000 EC52              | 3 de març de 2000      | Kitt Peak            | Spacewatch    |
| 203048 - | 2000 EP109             | 8 de març de 2000      | Haleakala            | NEAT          |
| 203049 - | 2000 EO113             | 9 de març de 2000      | Kitt Peak            | Spacewatch    |
| 203050 - | 2000 EN125             | 11 de març de 2000     | Anderson Mesa        | LONEOS        |
| 203051 - | 2000 ER193             | 3 de març de 2000      | Socorro              | LINEAR        |
| 203052 - | 2000 FB20              | 29 de març de 2000     | Socorro              | LINEAR        |
| 203053 - | 2000 FH51              | 29 de març de 2000     | Kitt Peak            | Spacewatch    |
| 203054 - | 2000 GA16              | 5 d'abril de 2000      | Socorro              | LINEAR        |
| 203055 - | 2000 GH24              | 5 d'abril de 2000      | Socorro              | LINEAR        |
| 203056 - | 2000 GA26              | 5 d'abril de 2000      | Socorro              | LINEAR        |
| 203057 - | 2000 GP121             | 6 d'abril de 2000      | Kitt Peak            | Spacewatch    |
| 203058 - | 2000 GO180             | 6 d'abril de 2000      | Socorro              | LINEAR        |
| 203059 - | 2000 HO32              | 29 d'abril de 2000     | Socorro              | LINEAR        |
| 203060 - | 2000 HK67              | 27 d'abril de 2000     | Kitt Peak            | Spacewatch    |
| 203061 - | 2000 JP68              | 9 de maig de 2000      | Kitt Peak            | Spacewatch    |
| 203062 - | 2000 KF3               | 26 de maig de 2000     | Kitt Peak            | Spacewatch    |
| 203063 - | 2000 KM54              | 27 de maig de 2000     | Anderson Mesa        | LONEOS        |
| 203064 - | 2000 NH20              | 6 de juliol de 2000    | Kitt Peak            | Spacewatch    |
| 203065 - | 2000 OR21              | 30 de juliol de 2000   | Socorro              | LINEAR        |
| 203066 - | 2000 PD19              | 1 d'agost de 2000      | Socorro              | LINEAR        |
| 203067 - | 2000 PE22              | 1 d'agost de 2000      | Socorro              | LINEAR        |
| 203068 - | 2000 PN32              | 2 d'agost de 2000      | Socorro              | LINEAR        |
| 203069 - | 2000 QS12              | 24 d'agost de 2000     | Socorro              | LINEAR        |
| 203070 - | 2000 QQ21              | 24 d'agost de 2000     | Socorro              | LINEAR        |
| 203071 - | 2000 QG27              | 24 d'agost de 2000     | Socorro              | LINEAR        |
| 203072 - | 2000 QC39              | 24 d'agost de 2000     | Socorro              | LINEAR        |
| 203073 - | 2000 QM39              | 24 d'agost de 2000     | Socorro              | LINEAR        |
| 203074 - | 2000 QT43              | 24 d'agost de 2000     | Socorro              | LINEAR        |
| 203075 - | 2000 QP46              | 24 d'agost de 2000     | Socorro              | LINEAR        |
| 203076 - | 2000 QU49              | 24 d'agost de 2000     | Socorro              | LINEAR        |
| 203077 - | 2000 QH57              | 26 d'agost de 2000     | Socorro              | LINEAR        |
| 203078 - | 2000 QR59              | 26 d'agost de 2000     | Socorro              | LINEAR        |
| 203079 - | 2000 QE82              | 24 d'agost de 2000     | Socorro              | LINEAR        |
| 203080 - | 2000 QF85              | 25 d'agost de 2000     | Socorro              | LINEAR        |
| 203081 - | 2000 QG86              | 25 d'agost de 2000     | Socorro              | LINEAR        |
| 203082 - | 2000 QN86              | 25 d'agost de 2000     | Socorro              | LINEAR        |
| 203083 - | 2000 QT95              | 26 d'agost de 2000     | Socorro              | LINEAR        |
| 203084 - | 2000 QN97              | 28 d'agost de 2000     | Socorro              | LINEAR        |
| 203085 - | 2000 QT100             | 28 d'agost de 2000     | Socorro              | LINEAR        |
| 203086 - | 2000 QX103             | 28 d'agost de 2000     | Socorro              | LINEAR        |
| 203087 - | 2000 QD123             | 25 d'agost de 2000     | Socorro              | LINEAR        |
| 203088 - | 2000 QD166             | 31 d'agost de 2000     | Socorro              | LINEAR        |
| 203089 - | 2000 QC203             | 29 d'agost de 2000     | Socorro              | LINEAR        |
| 203090 - | 2000 QU214             | 31 d'agost de 2000     | Socorro              | LINEAR        |
| 203091 - | 2000 QV215             | 31 d'agost de 2000     | Socorro              | LINEAR        |
| 203092 - | 2000 QY221             | 21 d'agost de 2000     | Anderson Mesa        | LONEOS        |
| 203093 - | 2000 RS6               | 1 de setembre de 2000  | Socorro              | LINEAR        |
| 203094 - | 2000 RU16              | 1 de setembre de 2000  | Socorro              | LINEAR        |
| 203095 - | 2000 RO37              | 3 de setembre de 2000  | Socorro              | LINEAR        |
| 203096 - | 2000 RQ43              | 3 de setembre de 2000  | Socorro              | LINEAR        |
| 203097 - | 2000 RL67              | 1 de setembre de 2000  | Socorro              | LINEAR        |
| 203098 - | 2000 RY84              | 2 de setembre de 2000  | Anderson Mesa        | LONEOS        |
| 203099 - | 2000 RF93              | 3 de setembre de 2000  | Socorro              | LINEAR        |
| 203100 - | 2000 RP93              | 4 de setembre de 2000  | Anderson Mesa        | LONEOS        |